# جوني هورن
جوني هورن (بالإنجليزية: Johnny Horne)‏ هو لاعب كرة قدم بريطاني (وحمل سابقاً جنسية المملكة المتحدة لبريطانيا العظمى وأيرلندا) في مركز حراسة المرمى، ولد في 1862 في المملكة المتحدة، وتوفي في 1926. لعب مع أكرينغتون وبلاكبيرن روفرز ونوتس كاونتي وDarwen F.C. (1870) ‏ وBurton Swifts F.C. ‏.